# Черняхов (Киевская область)
Че́рняхов (укр. Черняхів) — село, входит в Обуховский район Киевской области Украины.
Население по переписи 2001 года составляло 1319 человек. Почтовый индекс — 09220. Телефонный код — 4573. Занимает площадь 8,496 км². Код КОАТУУ — 3222288801.
Административный центр Черняховского сельского совета. Адрес сельского совета: Киевская обл., Кагарлыкский район, с. Черняхов, ул. Чапаева, 1.
Село Черняхов известно тем, что дало название черняховской археологической культуре. В 1900—1901 годах В. В. Хвойка исследовал здесь эпонимный могильник.